# فريجيداريوم

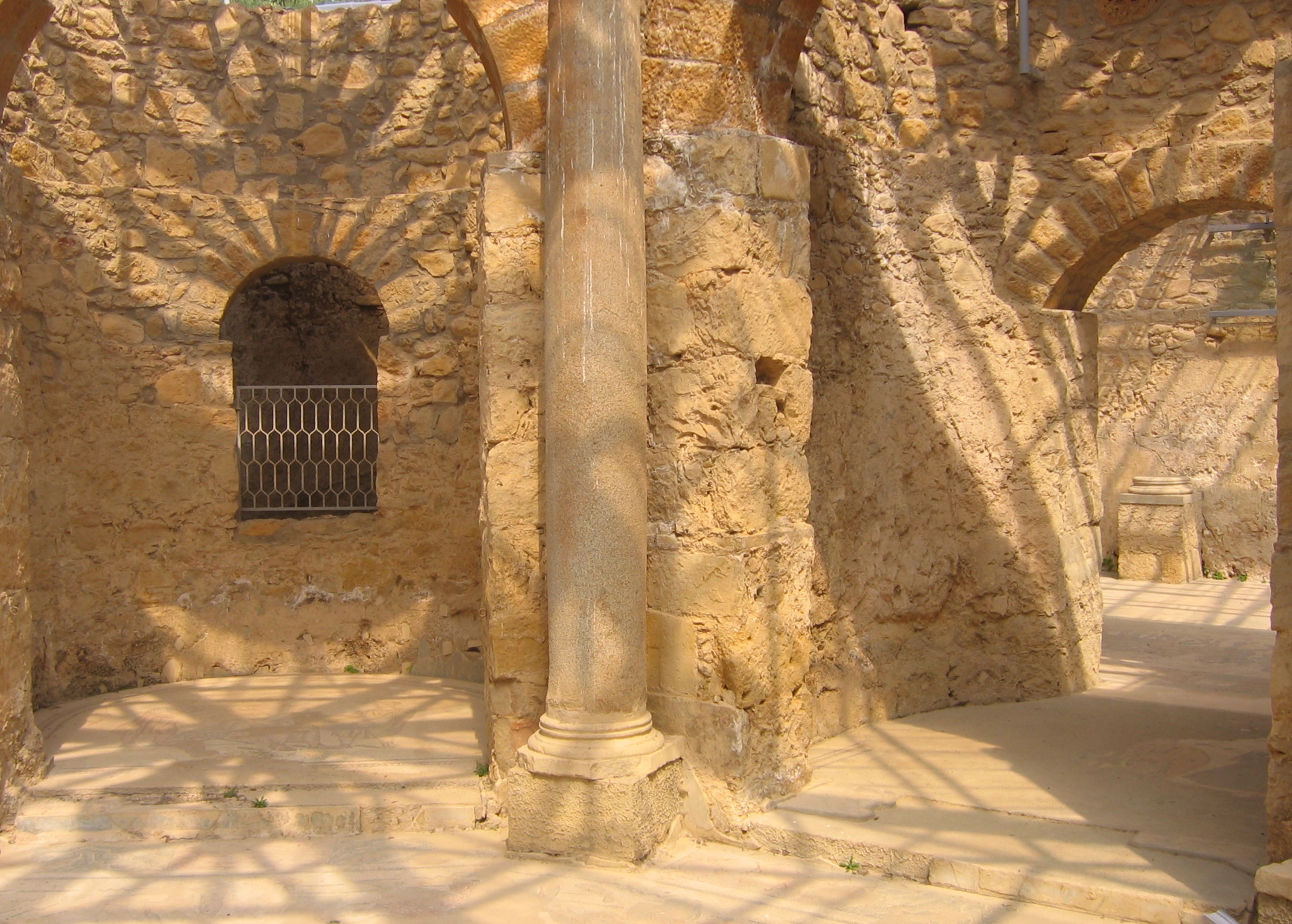
فريجيداريوم في صقلية، إيطاليا.

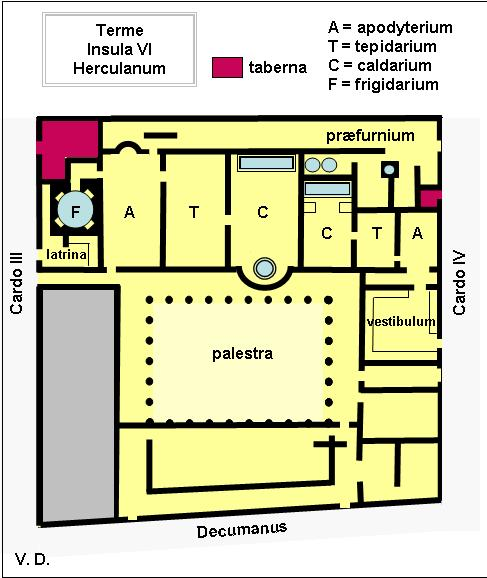
مخطط حمّامات هركولانيوم الرومانيّة، ويظهر الفريجيداريوم بالمنطقة (F).

فريجيداريوم (باللاتينية: frigidarium) عبارة عن بركة باردة كبيرة في الحمّامات الرومانيّة. يمكن الوصول إليها واستخدامها بعد الدخول إلى مدخل الحمام والمرور عبر الأبوديتيريوم، حيث يُخزِّن المرء ملابسه، ومن ثم غرف تيبيداريوم وكالدريوم، التي كانت تُستخدم لفتح مسام الجلد، في حين كان الماء البارد في هذه الغرفة يغلق المسام. يمكن أيضًا الحفاظ على الماء باردًا باستخدام الثلج.
عادةً ما يقع الفريجيداريوم على الجانب الشمالي من الحمّامات. ولقد كانت أكبر الأمثلة منه في روما في حمامات كاراكالا، حيث كانت تقع بعد المدخل مباشرة، وتبلغ مساحتها 58 × 24 مترًا، بالإضافة إلى حمامات ديوكلتيانوس المغطاة بقبو مُصلَّب. كما أن هناك واحد في بومبي كان يتشكّل من مخطط دائري. في البداية كانت الحمّامات الإيطاليّة بسيطة بدون أحواض، ثم تطورت في نهاية المطاف وتمّت إضافة الأحواض، كما تم استبدال أحواض المياه الساخنة الفرديّة الدائمة بالبرك الجماعيّة.

## صور

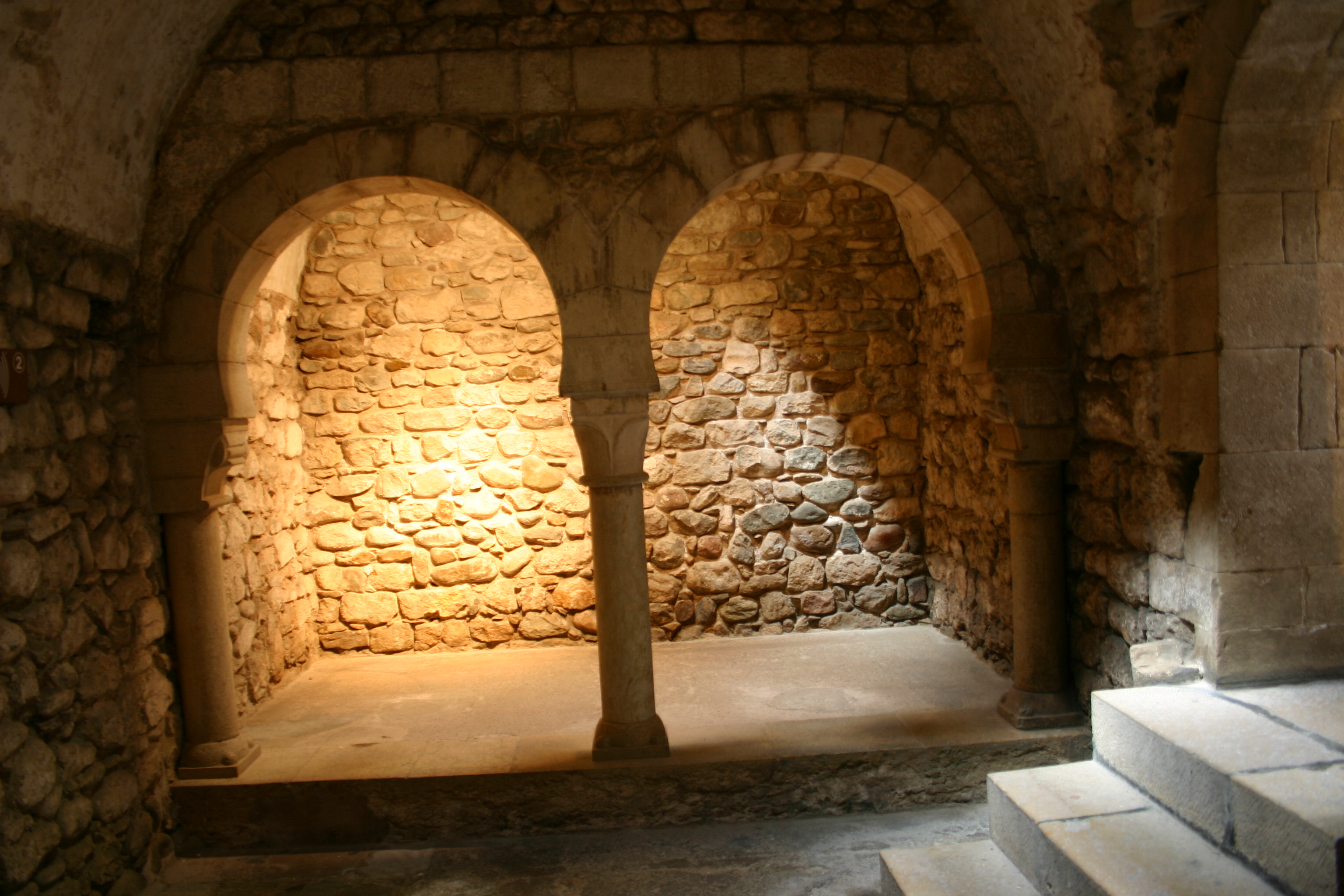
فريجيداريوم في غيرونا، إسبانيا
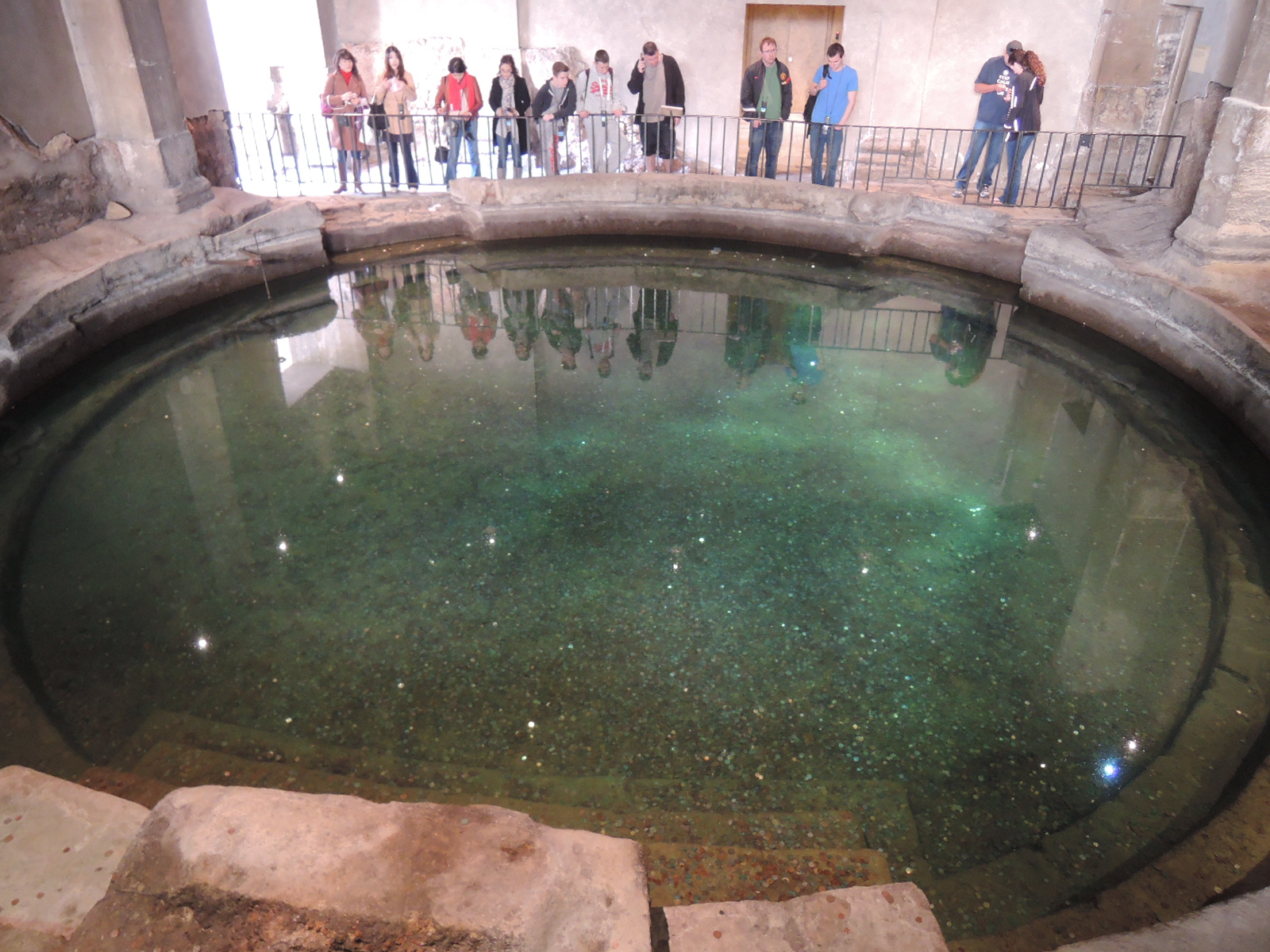
الفريجيداريوم الدائري
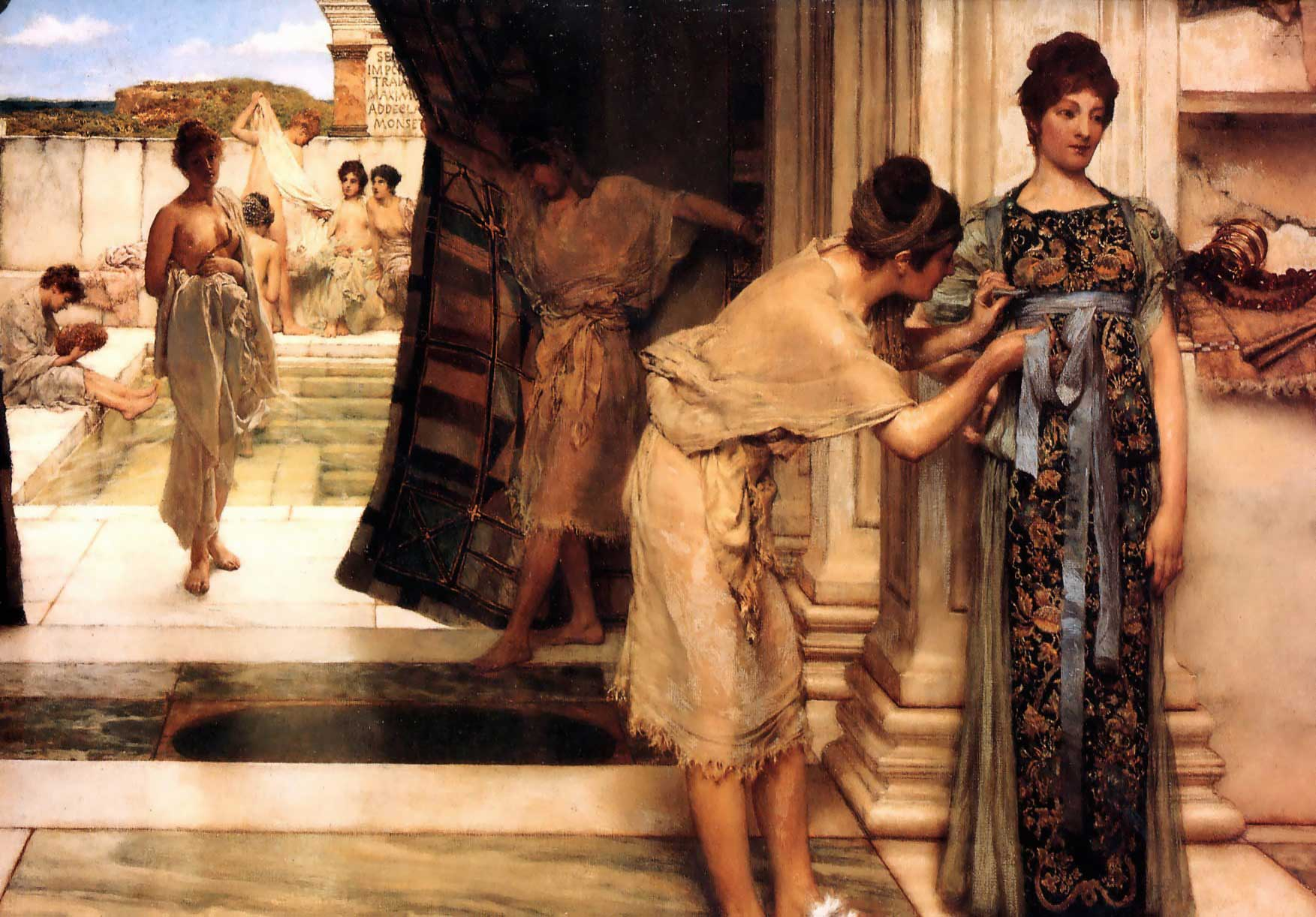
لوحة فريجيداريوم (1890)

## وصلات خارجية
- فريجيداريوم (بالإنجليزية)
- حمامات ساحة الندوة (بالإنجليزية)